# Linea Fujikoshi
La linea Fujikoshi (不二越線?, Fujikoshi-sen) è una linea ferroviaria giapponese delle Ferrovie Toyama Chihō, che collega la stazione di Inarimachi con la stazione di Minami-Toyama nella città di Toyama, tutte nella prefettura di Toyama. Il nome della linea, Fujikosh, deriva dal nome di un produttore di macchine utensili la cui fabbrica si trovava lungo la linea.

## Storia
L'attuale sezione della linea Fujikoshi è stata aperta dalla Toyama Light Railway e il 6 dicembre 1914 viene aperta la linea tra la stazione di Toyama e la stazione di Sasatsu (chiusa nel 1933, riaperta dopo la guerra, ma abolita nuovamente nel 1975). Il 24 ottobre 1915 la Toyama Light Railway cambia nome in Ferrovia Toyama. Nel 1933 la ferrovia Toyama viene sciolta e le linee furono trasferite alla Ferrovia Tominan che nel 1941 si fuse con la Toyama Electric Railway Co..
Nel 1943 viene istituita, dalla fusione di tutte le ferrovie non governative nell'area di Toyama, la società Ferrovie Toyama Chihō, il 20 giugno viene elettrificatala sezione tra la stazione di Inarichi e la stazione di Minami-Toyama.

## Caratteristiche
- Lunghezza: 3,3 km
- Scartamento: 1.067 mm
- Elettrificazione: 1500 V CC
- Velocità massima: 70 km/h
- Numero di binari: Binario unico

## Linea
Tutti i treni fermano in varie stazioni e partono dalla stazione Dentetsu Toyama sulla linea principale. Funziona come una linea integrata con la linea Kamidaki ed è chiamata "Linea Fujikoshi-Kamitaki". A Inarimachi, i treni continuano sulla linea principale fino a Dentetsu-Toyama.

### Percorso
Tutte le linee si trovano nella città di Toyama, nella prefettura di Toyama. La linea ha 5 stazioni.
| N°  | Stazione      | Stazione | Distanza (km) | Collegamenti                                                             |
| --- | ------------- | -------- | ------------- | ------------------------------------------------------------------------ |
| T02 | Inarimachi    | 稲荷町   | 0.0           | Ferrovie Toyama Chihō: Linea principale                                  |
| T58 | Sakaemachi    | 栄町     | 0.6           |                                                                          |
| T59 | Fujikoshi     | 不二越   | 1.0           |                                                                          |
| T60 | Ōizumi        | 大泉     | 2.2           |                                                                          |
| T61 | Minami-Toyama | 南富山   | 3.3           | Ferrovie Toyama Chihō: Linea Kamidaki Tram Toyama (Minami-Toyama Ekimae) |